# بي. دبليو. ويب
بي. دبليو. ويب (بالإنجليزية: B.W. Webb)‏ هو لاعب كرة قدم أمريكية أمريكي، ولد في 3 مايو 1990 في نيوبورت نيوز في الولايات المتحدة.

## وصلات خارجية
- بي. دبليو. ويب على موقع مرجع كرة القدم المحترفة.كوم (الإنجليزية)